# Serbisch-türkische Beziehungen
Die Serbisch-türkischen Beziehungen sind das zwischenstaatliche Verhältnis zwischen Serbien und der Türkei. Beide Staaten blicken auf eine lange und wechselvolle gemeinsame Geschichte zurück – von mittelalterlichen Konflikten und jahrhundertelanger osmanischer Herrschaft über Phasen der Bündnispartnerschaft und Spannungen im 20. Jahrhundert bis hin zu einer Annäherung und intensivierten Zusammenarbeit in jüngerer Zeit. Heute pflegen beide Länder enge politische und wirtschaftliche Kontakte und gelten als wichtige Partner für Stabilität auf dem Balkan. Vergangene Konflikte haben teils zu Vorbehalten in der öffentlichen Wahrnehmung geführt, zugleich gibt es aber auch vielfältige zivilgesellschaftliche und politische Kontakte. Die Türkei unterstützt Serbiens angestrebten EU-Beitritt und betrachtet Serbien als Schlüsselland für Frieden und Stabilität auf dem Westbalkan.

## Geschichte

### Mittelalter
Im Mittelalter existierte auf dem Gebiet des heutigen Serbien ein eigenständiges serbisches Reich, das jedoch im 14. Jahrhundert mit der Ausbreitung der Osmanen in Südosteuropa in Konflikt geriet. 1354 eroberten osmanische Truppen eine erste Festung auf europäischem Boden (Gallipoli) und drangen danach weiter auf den Balkan vor. Serbische Fürsten leisteten anfänglich Widerstand, unterlagen aber 1371 in der Schlacht an der Mariza einem osmanischen Heer. Ein entscheidender Wendepunkt war die Schlacht auf dem Amselfeld (Kosovo Polje) im Jahr 1389, bei der Fürst Lazar Hrebeljanović den Osmanen unter Sultan Murad I. gegenüberstand. Beide Seiten erlitten schwere Verluste, Lazar geriet in Gefangenschaft und wurde hingerichtet, während Sultan Murad I. von einem serbischen Ritter im Feld getötet wurde. Obwohl die Schlacht unentschieden endete, führte sie faktisch zur Schwächung der serbischen Reichsgewalt und zur Tributpflicht gegenüber den Osmanen. In den folgenden Jahrzehnten geriet das serbische Kernland zunehmend unter osmanischen Einfluss. Im Jahr 1459 nahmen osmanische Truppen mit der Festung Smederevo den letzten serbischen Stützpunkt ein, womit der altserbische Staat sein Ende fand und Serbien vollständig unter osmanische Herrschaft kam. Teile der serbischen Bevölkerung wichen bereits in dieser Phase den Eroberern aus und flohen ins Königreich Ungarn bzw. zu den Habsburgern, wo sie in Grenzregionen angesiedelt wurden. 

### Osmanisches Reich
Serbien verblieb ab dem späten 15. Jahrhundert als Provinz im Osmanischen Reich und stand damit rund 345 Jahre lang unter osmanischer Fremdherrschaft. Unter der Verwaltung Istanbuls wurde das Gebiet in verschiedene Paschaliks (Provinzen) eingeteilt; zeitweise bestand ein Eyâlet Belgrad, doch die Kontrolle wechselte mit den Machtkämpfen der Großmächte. Das serbische Gebiet war in den folgenden Jahrhunderten wiederholt Kriegsschauplatz zwischen den Osmanen und den habsburgischen bzw. österreichischen Truppen, etwa während der Großen Türkenkriege im 17. Jahrhundert und weiterer Konflikte im 18. Jahrhundert. Diese Auseinandersetzungen führten zu Verwüstungen und zu großen Bevölkerungsverschiebungen: Zahlreiche Serben verließen die osmanisch beherrschten Gebiete und wurden jenseits der Militärgrenze im Habsburgerreich angesiedelt. 
Unter der osmanischen Herrschaft blieben die meisten Serben ihrem orthodox-christlichen Glauben treu, auch wenn osmanische Behörden zeitweise eine Islamisierungspolitik verfolgten und einige lokale Eliten zu hohen Positionen im Reich aufstiegen (einige Großwesire und Paschas der Osmanen stammten aus Serbien). Im frühen 19. Jahrhundert führten wachsende nationale Bestrebungen und Steuerlasten zu Aufständen der Serben gegen die osmanische Vorherrschaft. Der Erste Serbische Aufstand unter Đorđe Petrović (Karadjordje) 1804–1813 und der Zweite Aufstand unter Miloš Obrenović 1815–1817 erzwangen zunächst weitgehende Autonomierechte für das Fürstentum Serbien innerhalb des Osmanischen Reiches. In den folgenden Jahrzehnten erlangte Serbien schrittweise de facto Souveränität: 1867 zogen die Osmanen ihre letzten Garnisonen aus Belgrad ab. Nach dem Russisch-Osmanischen Krieg und der Intervention der Großmächte wurde Serbiens volle staatliche Unabhängigkeit schließlich 1878 auf dem Berliner Kongress völkerrechtlich anerkannt.

### Beziehungen im 20. Jahrhundert
Nachdem das Osmanische Reich Serbien 1878 in die Unabhängigkeit entlassen hatte, wurden 1879 formelle diplomatische Beziehungen zwischen beiden Staaten aufgenommen. In den folgenden Jahrzehnten verschlechterte sich das Verhältnis jedoch erneut durch Konflikte auf dem Balkan: Im Ersten Balkankrieg 1912 eroberte Serbien weite osmanische Gebiete (darunter den Kosovo und Teile Makedoniens), wobei die diplomatischen Kontakte abbrachen. Während des Ersten Weltkriegs 1914–1918 standen Serbien und das Osmanische Reich auf unterschiedlichen Seiten (Serbien auf Seiten der Ententemächte, die Osmanen mit den Mittelmächten); direkte Kampfhandlungen zwischen beiden blieben jedoch aus. Nach Kriegsende entstanden das Königreich Jugoslawien (als serbischer Nachfolgestaat) und die Republik Türkei (als osmanischer Nachfolgestaat). Beide Länder normalisierten Mitte der 1920er Jahre ihre Beziehungen und suchten regionalen Ausgleich. In den 1930er Jahren intensivierten Belgrad und Ankara ihre Zusammenarbeit: 1933 schlossen sie einen Freundschaftsvertrag, dem 1934 der Beitritt Jugoslawiens zu einer Balkanentente mit der Türkei, Griechenland und Rumänien folgte.
Während des Zweiten Weltkriegs blieb die Türkei neutral, während Jugoslawien von den Achsenmächten besetzt war, sodass es kaum direkte Kontakte gab. Nach 1945 – im sozialistischen Jugoslawien unter Josip Broz Tito – blieben die Beziehungen zur Türkei im Großen und Ganzen freundschaftlich. Trotz der Blockfreiheit Jugoslawiens kam es 1953/54 sogar zu einer sicherheitspolitischen Kooperation mit dem Westen: Jugoslawien schloss gemeinsam mit der Türkei und Griechenland sogar ein regionales Militärbündnis („Balkanpakt“), um der Gefahr durch die Sowjetunion zu begegnen. In den folgenden Jahrzehnten pflegten Belgrad und Ankara rege diplomatische und wirtschaftliche Kontakte, ohne dass es zu größeren Spannungen kam.
Der Zerfall Jugoslawiens in den 1990er Jahren führte zu einem tiefen Einbruch der Beziehungen: Die Türkei unterstützte in den Jugoslawienkriegen vehement die bosniakischen Muslime in Bosnien und Herzegowina – politisch, humanitär und Berichten zufolge auch militärisch – und setzte sich international für Interventionen gegen die Truppen der von Serbien unterstützten bosnisch-serbischen Sezessionisten ein. Ankara unterstützte und beteiligte sich militärisch an den NATO-Luftangriffen 1995 gegen serbische Stellungen in Bosnien sowie 1999 an der NATO-Intervention im Kosovokrieg zugunsten der Kosovo-Albaner. Infolge dieser Ereignisse befanden sich die Türkei und die Bundesrepublik Jugoslawien (Serbien und Montenegro) in den 1990er Jahren politisch im Konflikt miteinander und die bilateralen Kontakte kamen praktisch zum Erliegen.

### Beziehungen seit 2000
Nach dem Sturz des serbischen Präsidenten Slobodan Milošević im Oktober 2000 und dem Ende der Jugoslawienkriege begann eine Phase der Normalisierung zwischen Belgrad und Ankara. Die neue demokratische Führung Serbiens suchte aktiv den Wiederanschluss an die internationale Gemeinschaft und strebte auch ein besseres Verhältnis zur Türkei an. Im Jahr 2009 reiste mit dem türkischen Präsidenten Abdullah Gül erstmals seit über zwei Jahrzehnten wieder ein türkisches Staatsoberhaupt zu einem Staatsbesuch nach Serbien. In den folgenden Jahren kam es zu zahlreichen hochrangigen bilateralen Treffen: So besuchte der damalige Ministerpräsident Recep Tayyip Erdoğan im Juli 2010 Serbien (u. a. die mehrheitlich muslimische Region Sandžak), und der serbische Präsident Boris Tadić weilte 2010 sowie 2011 mehrfach in Ankara. Ein belastender Faktor blieb zunächst die Kosovo-Frage – die frühe Anerkennung der unabhängigen Republik Kosovo durch die Türkei im Jahr 2008 stieß in Serbien auf scharfe Kritik. Beide Seiten einigten sich jedoch bald darauf, dieses strittige Thema bilateral auszuklammern, um die Entwicklung der Beziehungen nicht zu behindern. Ab 2009 war eine deutliche Intensivierung und Entkrampfung des Verhältnisses erkennbar.
2010 initiierte der türkische Außenminister Ahmet Davutoğlu gemeinsam mit seinen Amtskollegen aus Serbien und Bosnien-Herzegowina einen trilateralen Dialogprozess, der in der „Istanbuler Erklärung“ von April 2010 mündete. Darin bekannten sich Belgrad, Ankara und Sarajevo zu dauerhaftem Frieden und Zusammenarbeit in der Region; unter anderem konnte unter türkischer Vermittlung die Besetzung des seit Jahren vakanten bosnischen Botschafterpostens in Belgrad erreicht werden. Ein Meilenstein der bilateralen Beziehungen war die Einrichtung eines hochrangigen Kooperationsrats im Oktober 2017, der bei einem Besuch Erdoğans in Belgrad vereinbart wurde. Beim Treffen des Kooperationsrats 2022 in Ankara wurden eine Reihe von Abkommen, etwa über gegenseitigen Investitionsschutz, Zusammenarbeit im Katastrophenschutz, Medien und weitere Bereiche unterzeichnet.  Als Zeichen des gewachsenen Vertrauens kündigte die Türkei 2021 die Eröffnung eines Generalkonsulats in Novi Pazar (im Sandžak-Gebiet) an, um ihre Präsenz in dieser traditionell osmanisch geprägten Region auszubauen.

## Wirtschaftsbeziehungen
Die wirtschaftlichen Beziehungen zwischen der Türkei und Serbien haben sich vor allem seit den 2010er Jahren dynamisch entwickelt. Im Jahr 2009 unterzeichneten beide Länder ein Freihandelsabkommen, das 2010 in Kraft trat und 2017 verlängert wurde, wodurch Zölle schrittweise reduziert und der bilaterale Handel deutlich belebt wurden. Das Handelsvolumen stieg in der Folge kontinuierlich an: 2022 erreichte der Warenaustausch einen Wert von rund 2,35 Milliarden US-Dollar. Die Türkei zählt mittlerweile zu den fünf wichtigsten Importlieferanten Serbiens (nach Deutschland, China, Italien und Russland). Allerdings exportiert die Türkei deutlich mehr Waren nach Serbien als umgekehrt, was zu einem erheblichen Handelsbilanzdefizit Serbiens führt. Serbien liefert in die Türkei vor allem Rohstoffe und landwirtschaftliche Erzeugnisse (z. B. Eisen, Stahl, Gummi, Trockenobst und Fleisch), während umgekehrt hauptsächlich verarbeitete Industriegüter wie Textilien, Maschinen und Haushaltsgeräte aus der Türkei importiert werden.
Seit 2015 ist zudem ein markanter Anstieg türkischer Direktinvestitionen in Serbien zu verzeichnen. Türkische Unternehmen investierten zunächst vor allem in der Textil- und Bekleidungsindustrie, sind inzwischen aber auch im Automobilbau, Baugewerbe, Maschinenbau, Bankensektor und Tourismus präsent. Die Zahl der in Serbien tätigen türkischen Firmen hat sich innerhalb weniger Jahre vervielfacht – von 146 Unternehmen im Jahr 2015 auf 454 im Jahr 2017. Im Zuge dieser Entwicklung finanzieren oder realisieren türkische Firmen auch große Infrastrukturprojekte; so sagte die Türkei 2018 ihre Unterstützung für den Bau einer Autobahnverbindung zwischen Belgrad und Sarajevo zu, um die regionale Verkehrsanbindung zu verbessern.

## Kulturbeziehungen
Die kulturellen Beziehungen zwischen der Türkei und Serbien sind tief in der gemeinsamen Geschichte verwurzelt und werden bis heute durch Migration beeinflusst. Während der osmanischen Herrschaft prägten die Türken über Jahrhunderte Sprache, Architektur und Traditionen im serbischen Raum – türkische Lehnwörter existieren im Serbischen, und einige osmanische Baudenkmäler (etwa Brücken, Festungen und Moscheen) sind bis heute in Serbien erhalten. Umgekehrt leben seit dem 19. und 20. Jahrhundert zahlreiche Menschen mit Wurzeln aus Serbien und dem westlichen Balkan in der Türkei: Hunderttausende Muslime wanderten in mehreren Wellen aus Regionen des heutigen Serbien ins Osmanische Reich bzw. die Republik Türkei aus. Insbesondere nach den Balkankriegen 1912/13 flohen viele türkischsprachige oder muslimische Familien vom ehemals osmanischen Balkan nach Anatolien. Heute sind die Nachfahren dieser „Muhacir“ (Balkan-Emigranten) ein bedeutender Teil der türkischen Gesellschaft; entsprechend gibt es in der Türkei lebhafte historische und emotionale Bezüge zur Balkanregion und auch speziell zu Serbien. In Serbien selbst ist die türkische Minderheit nach den großen Auswanderungswellen inzwischen sehr klein – nur einige Hundert Bürger gaben bei der Volkszählung ihre Volkszugehörigkeit als Türken an.
Dagegen pflegt vor allem die bosniakisch-muslimische Gemeinschaft im serbischen Sandžak enge kulturelle Bindungen zur Türkei. So besuchen türkische Politiker bei offiziellen Reisen oft auch Novi Pazar, die größte Stadt des Sandžak, und unterstreichen die historische Verbundenheit dieser Region mit der Türkei. Im Jahr 2015 eröffnete das türkische Yunus-Emre-Institut ein Kulturzentrum in Belgrad, um die türkische Sprache und Kultur in Serbien zu fördern und den Kulturaustausch zu intensivieren. Türkische Fernsehdramen (Seifenopern) erfreuen sich in Serbien großer Beliebtheit und werden dort mit Untertiteln ausgestrahlt. Gleichzeitig verbringen viele serbische Touristen ihren Urlaub in der Türkei, was zu wachsenden zwischenmenschlichen Kontakten beiträgt. Auch auf Regierungsebene besteht eine kulturpolitische Zusammenarbeit: Bereits 2002 wurde ein bilaterales Abkommen über Kooperation in den Bereichen Bildung, Wissenschaft, Kultur und Sport geschlossen. Seit 2022 erleichtert ein neues Abkommen zudem den Reiseverkehr, indem die Bürger beider Länder visafrei nur mit Personalausweis einreisen können.

## Diplomatische Standorte
- Serbien hat eine Botschaft in Ankara und ein Generalkonsulat in Istanbul.
- Die Türkei hat eine Botschaft in Belgrad und ein Generalkonsulat in Novi Pazar.

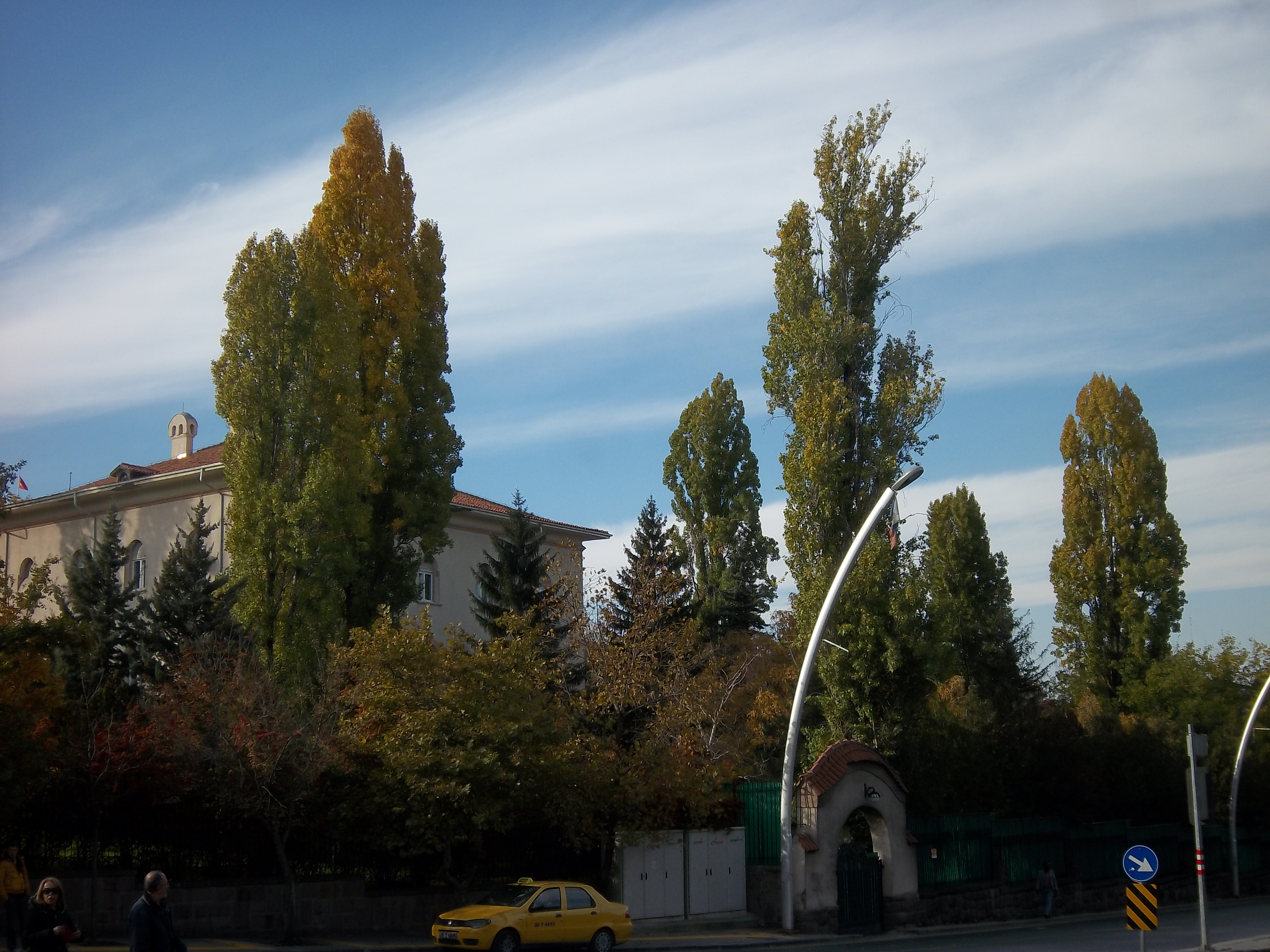
Serbische Botschaft in Ankara
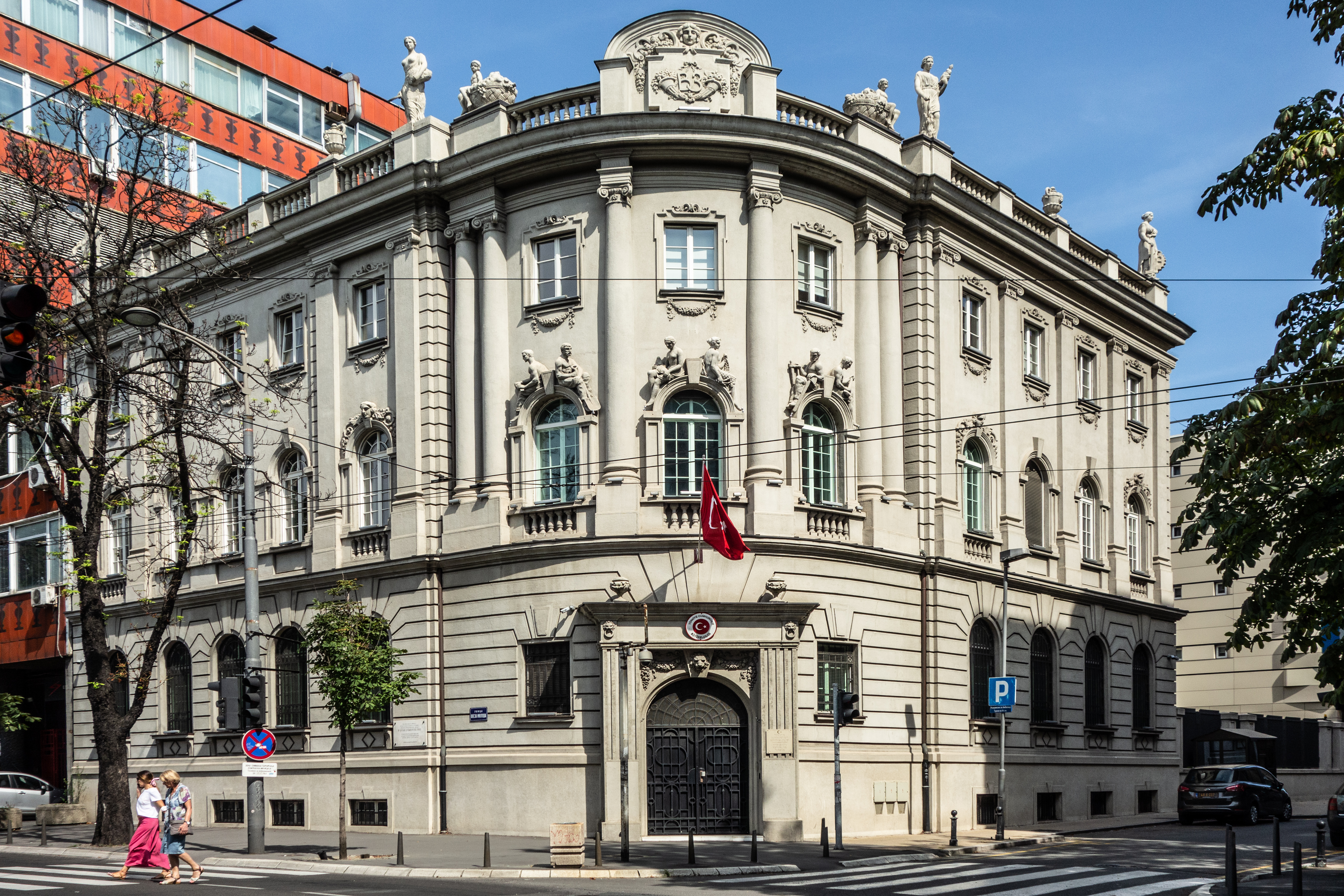
Türkische Botschaft in Belgrad